# Melgar de Arriba
Melgar de Arriba es un municipio y localidad española de la provincia de Valladolid, en la comunidad autónoma de Castilla y León, comarca de Tierra de Campos. Es el municipio de la provincia de Valladolid más alejado de la capital.

## Geografía
El núcleo urbano de Melgar de Arriba se encuentra enclavado en el límite norte de la provincia de Valladolid, sobre una de las cornisas arcillosas que asoman al río Cea y a su vega, frontera histórica y morfológica de dos realidades distintas: la campiña castellana de Tierra de Campos y el Páramo de León. Un escenario geográfico que ha marcado su historia y la forma de vida de sus gentes.
Parte de su término municipal está integrado dentro de la Zona de especial protección para las aves denominada La Nava - Campos Norte perteneciente a la Red Natura 2000.

## Historia
Los avatares históricos que ha vivido el enclave de Melgar de Arriba han dejado sus huellas en la morfología urbana de esta villa de Tierra de Campos, en el carácter de sus gentes y hasta en los nombres que se han ido dando a los sitios, a las cosas e, incluso, a la propia villa: Castrum Melgare, Melgar de Suso, Melgar de Forakasas, Melgar del Rey, Melgar de la Frontera, Melgar del Almirante… Melgar de Arriba.
Entre los años 1172 y 1275 perteneció a Fernando Rodríguez de Castro "el Castellano", miembro de la Casa de Castro, quien las recibió de manos de la Corona, pues antes habían pertenecido al conde Osorio Martínez, fallecido en la Batalla de Lobregal, librada en 1160.

### SigloXIX
Así se describe a Melgar de Arriba en la página 357 del tomo XI del Diccionario geográfico-estadístico-histórico de España y sus posesiones de Ultramar, obra impulsada por Pascual Madoz a mediados del siglo XIX:

MELGAR DE ARRIBA

Villa con ayuntamiento en la provincia, audiencia territorial y capitanía general de Valladolid (13 leguas), partido judicial de Villalón (3), diócesis de León (9).
Situada en una elevada cuesta, desde la que puede explayarse la vista en una extensión de muchas leguas, le combaten libremente los vientos, y goza de clima sano aunque muy frío.
Tiene 160 casas; la consistorial con vivienda para el maestro, que además percibe 60 fanegas de trigo, pagadas por mitad entre los discípulos y 1 cofradía; tiene también habitación para la escuela, frecuentada por 60 alumnos; hay 2 iglesias parroquiales (Santiago y San Miguel), servidas la primera por 1 cura y 2 beneficiados de presentación de los feligreses, y la segunda por 1 vicario que nombraban los Dominicos de Trianos, habiendo usurpado estas atribuciones que antes correspondían al vecindario; al N de la población se encuentran las ruinas de un palacio o casa fuerte, que perteneció a los almirantes.
Término: confina N Gordaliza, Galleguillos y Arenillas; E Zorita y Villacreces; S Melgar de Abajo y Juarilla, y O Valdespino.
El terreno, fertilizado por los ríos Cea y Valderaduey es bastante llano a propósito para cereales; comprende algunos prados y alamedas y buenas huertas para hortalizas y frutas.
Caminos: los que dirigen a pueblos limítrofes, transitables para carruajes y en mediano estado. Correo: se recibe y despacha en la administración de Sahagún por un propio que manda el ayuntamiento.
Producciones: trigo, cebada, centeno, avena, garbanzos, guisantes, lentejas, muelas, hortalizas, algunas frutas y buenos pastos, con los que se mantiene ganado lanar, mular y vacuno; hay caza de liebres, perdices y algunas aves acuáticas, y en los ríos pesca de barbos, anguilas y alguna trucha.
Industria: la agrícola y recría de ganados, algunos de los oficios más indispensables y 4 molinos harineros, que andan 3 con las aguas del Cea, y uno con las del Valderaduey, por medio de dos acequias que se toman respectivamente al efecto y para el riego.
Comercio: exportación del sobrante de frutos, ganados y lana, e importación de los artículos de consumo que faltan.
Población: 136 vecinos, 600 almas.

Capital productivo: 1.158.260 reales. Imponible: 106.140. Contribución: 18.928 reales y 32 maravedíes. Presupuesto municipal: 3.000 reales; se cubren con los productos de la taberna y los de las yerbas que se arriendan a los ganaderos.

## Demografía

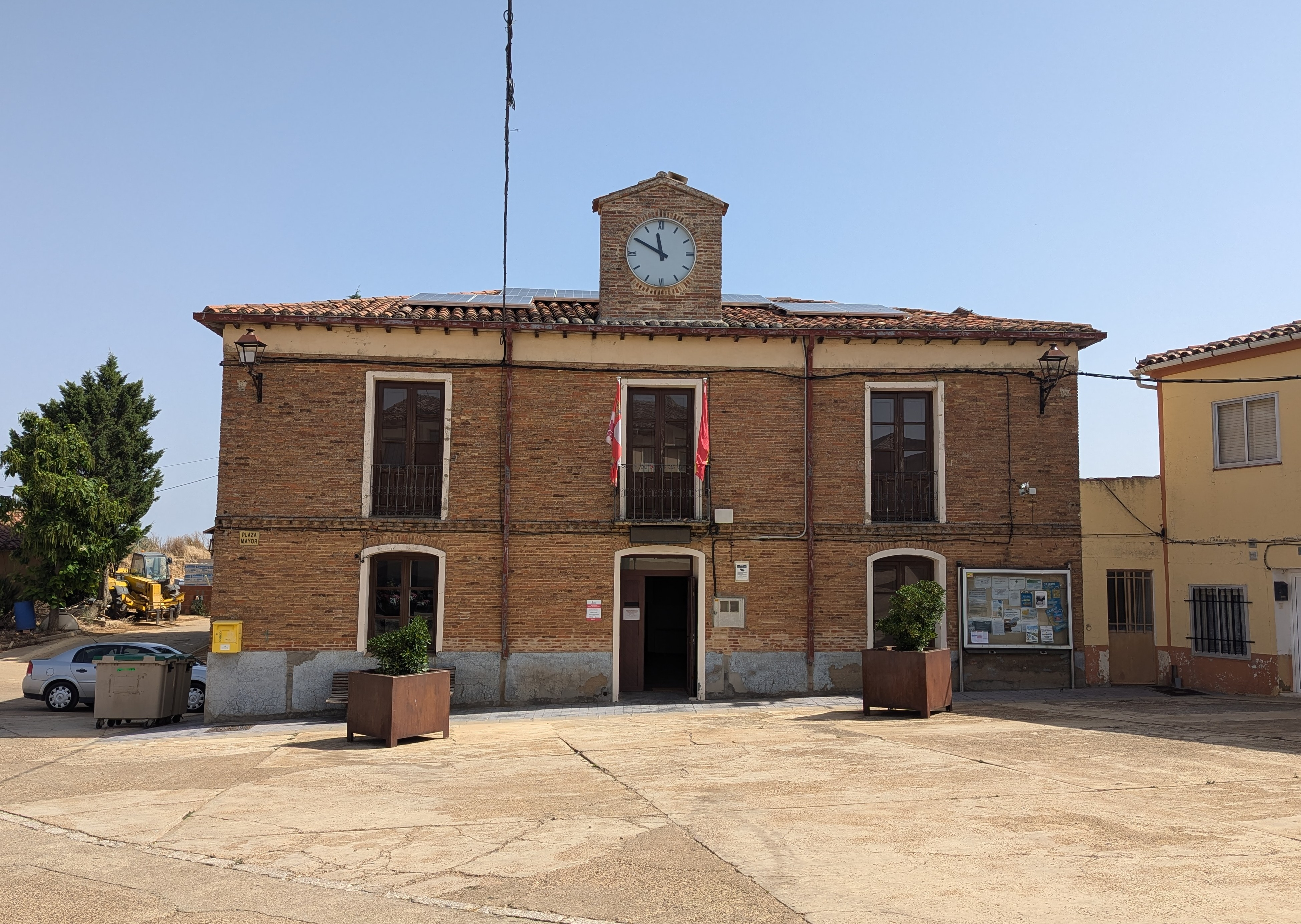
Casa consistorial

Cuenta con una población de 162 habitantes (INE 2024).
| Gráfica de evolución demográfica de Melgar de Arriba entre 1842 y 2021                                                |
| |
| Población de derecho según los censos de población del INE. Población de hecho según los censos de población del INE. |

Tiene censados 166 habitantes (INE 2017) aunque su población real varía estacionalmente, disminuyendo en invierno y aumentando en la época estival.
A mediados del siglo XV, en un período expansivo económico, llegó a superar los 900 habitantes, siendo en ese momento cabeza del condado de Melgar. En las últimas décadas del siglo XVI sufrió la crisis política y económica -aumento de impuestos y disminución de la producción agrícola- que se extenderá hasta durante el siglo XVII, entre 1591 y 1646, reduciéndose la población en un 70% quedando por debajo de 300 habitantes. Comenzó de nuevo a recuperarse lentamente siendo patente el crecimiento en 1755, ya mediado el siglo XVIII, acompañando el crecimiento demográfico al económico. De nuevo desde finales del siglo XVIII y primeros años del siglo XX la crisis, sumada al final del Antiguo Régimen, reducirá la población pero en menor medida y durante el siglo XIX aparecerá consolidada con un repunte en la década de 1840, alcanzando los 600 habitantes para sobrepasar los 900 hacia 1850 según consta en censos fiscales y registros parroquiales.

## Cultura

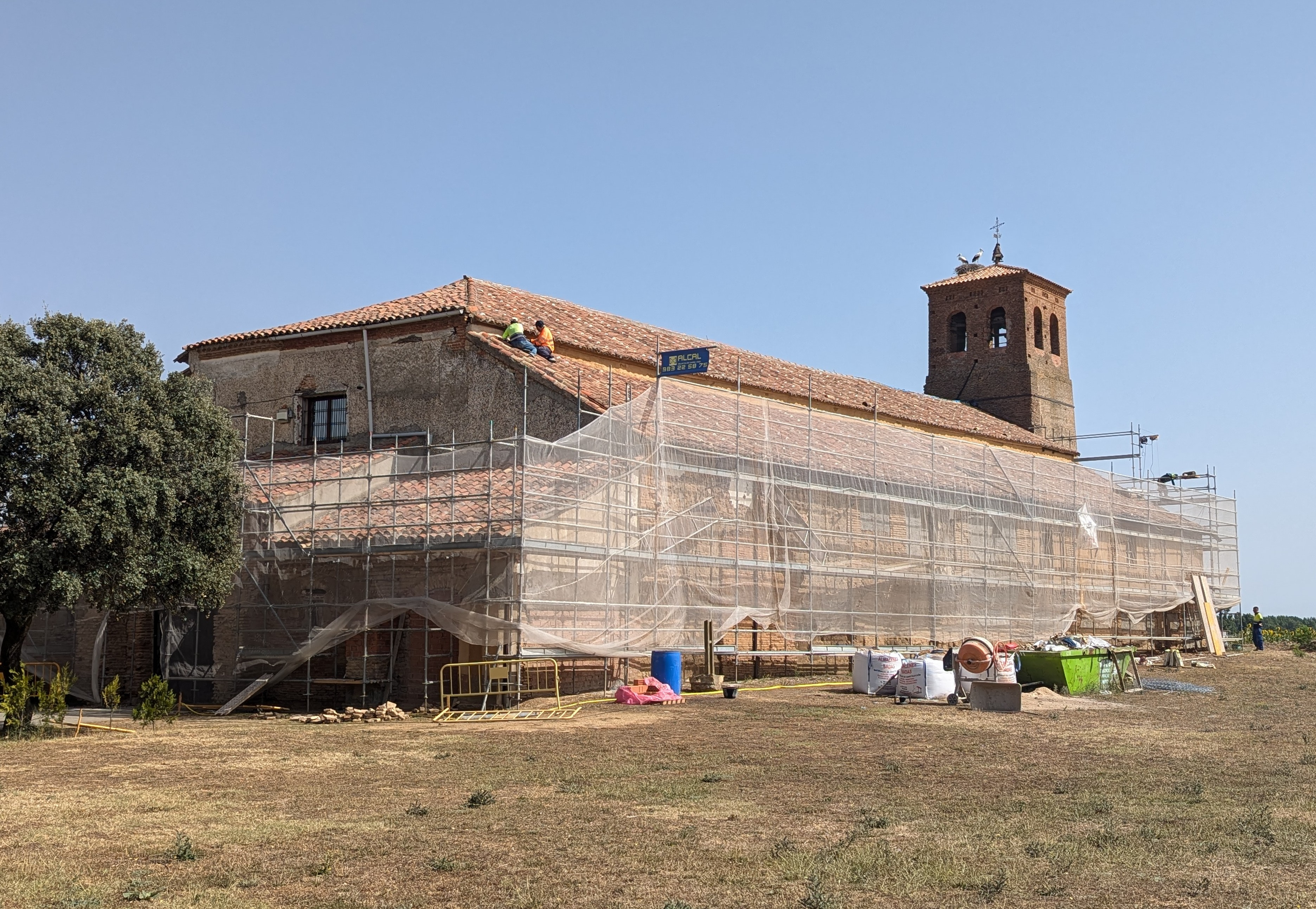
Iglesia de San Miguel, en obras en 2024

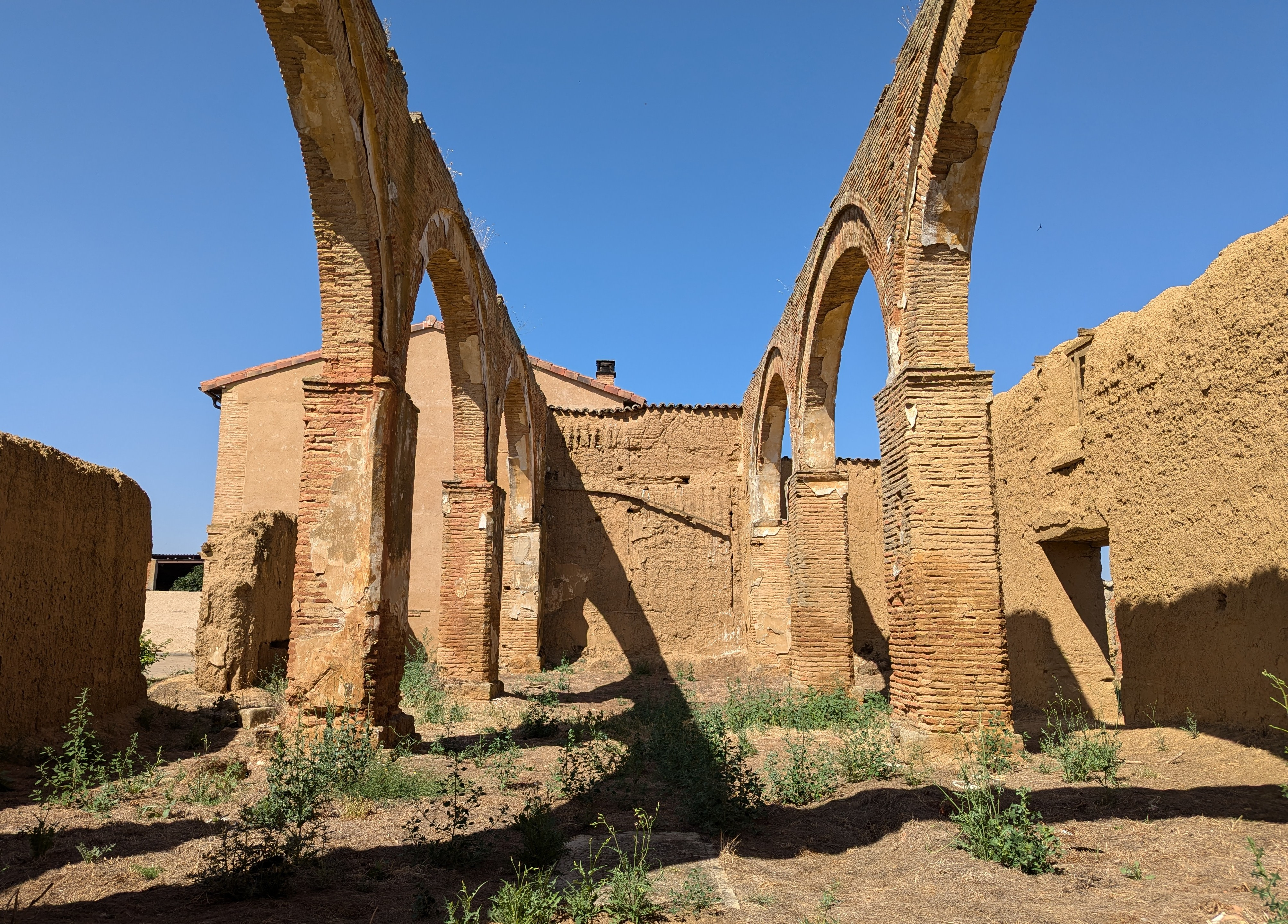
Ruinas de la iglesia de Santiago

### Patrimonio
La iglesia de San Miguel contiene un retablo mayor de traza gótica presidido por una excelente talla de San Miguel Arcángel. La iglesia de Santiago es un edificio mudéjar del siglo XV, de la que sólo se conservan algunas ruinas y la torre del campanario.

### Festividades
En mayo se celebra la festividad de San Miguel, aunque sus Fiestas Patronales se desarrollan durante la última semana de agosto por San Bartolomé. Los actos están organizados por las propias peñas en colaboración con la Comisión de Festejos y el Ayuntamiento de la localidad.